# Tatuagem esclerótica
Tatuagem esclerótica ou tatuagem da esclera (em inglês eyeball tatto e scleral tattooing) é um método utilizado para tatuar a esclera do olho humano. 
Para a Sociedade Brasileira de Oftalmologia, trata-se de um procedimento perigoso e que pode causar uveíte.

## História
Em meados de 2007, foi publicado um artigo na Body Modification Ezine descrevendo os primeiros procedimentos de eyeball tattooing do mundo. Dois distintos procedimentos foram tentados. O primeiro deles consistia em cobrir a agulha com tinha e aplicar na esclera, mas como esse método não obteve sucesso, um segundo método foi testado, no qual houve a injeção de tinta azul na esclera, e nesse caso obteve-se o sucesso desejado. O procedimento foi "efetivamente sem dor porque não existe terminação nervosa na superfície do olho", disse o autor do artigo Shannon larratt. Os efeitos durante o pós procedimento incluíram dor de cabeça, nos olhos e algum tipo de desconforto. Shannon não economizou em avisos indicando os riscos e possíveis complicações do procedimento, a mais importante incluindo cegueira. A tatuagem esclerótica é um procedimento novo e ainda experimental.
Não se sabe quantos procedimentos deste tipo foram feitos no Brasil.